# Бузин, Александр Александрович
Александр Александрович Бузин (род. 20 января 1939, д. Васильево, Мошенской район, Новгородская область, РСФСР, СССР) — советский государственный и хозяйственный деятель.

## Биография
Родился 20 января 1939 года в деревне Васильево Мощенского района Новгородской области. В 1957 году окончил Боровичский автомобильно-дорожный техникум, после чего приступил к работе во Втором Новгородском автотранспортном хозяйстве.
С 1966 года работал в Новгородском горкоме КПСС. В 1972—1988 годах был депутатом городского Совета народных депутатов, а в 1988 году возглавил Новгородский горисполком. Во время пребывания в должности Александр Александрович уделял особое внимание налаживанию связи с районами области по обеспечению областного центра продукцией сельского хозяйства. В это время в городе началось строительство молокозавода и мясокомбината. 
В 1990 году был назначен заместителем председателя Новгородского облисполкома. С 1992 года руководил Новгородским областным отделением Российской транспортной инспекции. В 1998 году удостоился почётного звания «Заслуженный работник транспорта Российской Федерации».